# Ostrý štít
Der Ostrý štít (deutsch Spitzer Turm, ungarisch Hegyes-torony, polnisch Ostry Szczyt) ist ein 2367 m n.m. (nach anderen Quellen 2360 m n.m.) hoher Berg in der Hohen Tatra in der Slowakei. Der Berg befindet sich im östlichen Teil des Hauptkamms der Hohen Tatra, zwischen dem Sattel Javorové sedlo und dem folgenden Berg Javorový štít im Westen und den Felstürmen Zbojnícke veže und dem weiter folgenden Berg Široká veža im Osten. Neben dem Gipfel liegt direkt nebenan der tiefer gelegene Berg Malý Ostrý štít (Kleiner Spitzer Turm) westlich der Scharte Prielom v Ostrom (Spitzer-Turm-Scharte), der in einigen Quellen als Nebengipfel des Ostrý štít geführt wird. Die angrenzenden Täler sind Javorová dolina im Norden sowie Veľká Studená dolina im Süden.
Der Name der Bergs in allen Sprachen weist auf das „tapfere“, spitze Aussehen der Erhebung hin. In der älteren slowakischen Literatur sind auch Namen Končitá veža oder Končistá veža belegt. In der Geschichte der Kletterei in der Tatra galt der Ostrý štít lange als unbesteigbar. Am 30. Juli 1900 erreichten Charles Englisch mit seiner Mutter Antonina Englisch und dem Bergführer Johann Hunsdorfer d. Ä. einen Punkt oberhalb der Scharte Biela lávka (Weiße Bank/Jancsi-Scharte) auf der Ostseite, mussten aber wegen eines Sturms den Versuch abbrechen, bei einem erneuten Versuch am 17. August 1900 erreichten sie den dritten Vorsprung am Osthang, nicht aber den Gipfel. Ein Jahr später am 30. Juni kam Karol Jurzyca, ein Buchhalter für die Bergwerke in Karviná, zusammen mit dem Bergführer Johann Hunsdorfer d. J., bis zum später Jurzyca-Zahn genannten Felsvorsprung. Charles Englisch erreichte beim Versuch am 25. Juli 1902 durch eine Rinne vom Tal Javorová dolina zusammen mit dem Architekten Ludwig Koziczinski und den Hunsdorfern die Scharte Prielom v Ostrom, am 25. August 1902 bezwangen Charles und Antonina Englisch, Johann Hunsdorfer d. Ä. und Johann Strompf den Hauptgipfel.
Weitere zeitgenössisch herausragende Leistungen waren die Erstbegehung der Südwand durch die deutschen Bergsteiger Simon Häberlein, Katherine und Maximilian Bröske am 15. September 1905 sowie die Wintererstbesteigung am 23. April 1911 durch Alfréd Grósz und Gyula Komarnicki.
Der Berg liegt abseits touristischer Wanderwege und ist offiziell nur für Mitglieder alpiner Vereine oder mit einem Bergführer zugänglich. Zum Gipfel führen mehrere Kletterrouten, der Schwierigkeitsgrad liegt bei meisten zwischen II und V nach der UIAA-Skala, die schwierigste Kletterroute Ostrá realita wird mit VIII− bewertet.